# Synagoge (Września)
Koordinaten: 52° 19′ 32,9″ N, 17° 33′ 58,7″ O

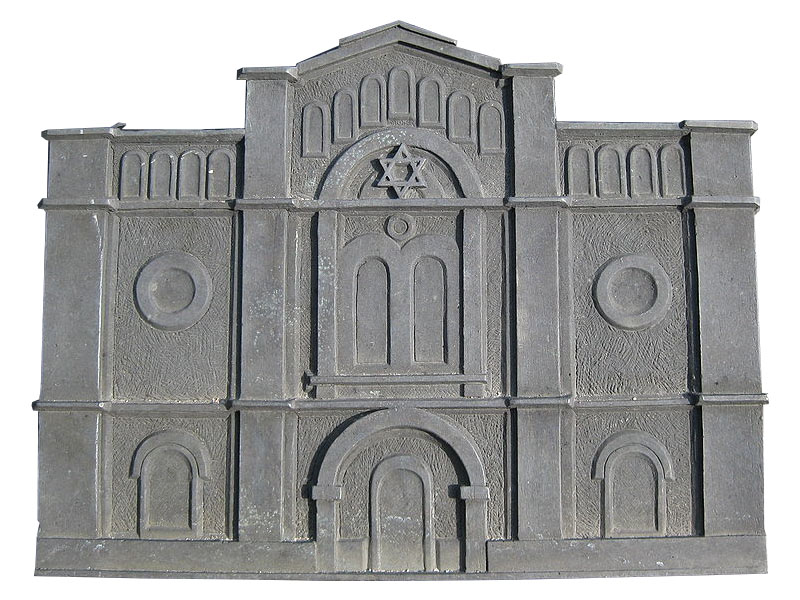
Gedenktafel mit der Abbildung der Synagoge in Września

Die Synagoge in Września (deutsch Wreschen), einer polnischen Stadt in der Woiwodschaft Großpolen, wurde 1875 errichtet. Die Synagoge wurde von den deutschen Besatzern im Jahr 1940 gesprengt.
Am Standort der Synagoge wurde im September 2002 eine Gedenktafel für die Juden, die vor dem Krieg in Września lebten, enthüllt, mit einer Abbildung der früheren Synagoge. Nach dem Bau eines Parkplatzes im Jahr 2009 wurde die Gedenktafel an eine andere Stelle der Stadt versetzt.